# 梅勒伊 (上阿尔卑斯省)
梅勒伊（法語：Méreuil，法語發音：[meʁœj]）是法国上阿尔卑斯省的一个市镇，属于加普区。

## 地理
梅勒伊（44°23'13"N, 5°43'50"E）面积10.61 平方千米，位于法国普罗旺斯-阿尔卑斯-蓝色海岸大区上阿尔卑斯省，该省份为法国东南部内陆省份，北起萨瓦省，西北接伊泽尔省，西南接德龙省，南至上普罗旺斯阿尔卑斯省，东北部与意大利接壤。
与梅勒伊接壤的市镇（或旧市镇、城区）包括：勒贝尔萨克、沙努斯、蒙克吕、蒙特龙、塞尔、特雷斯克莱乌。

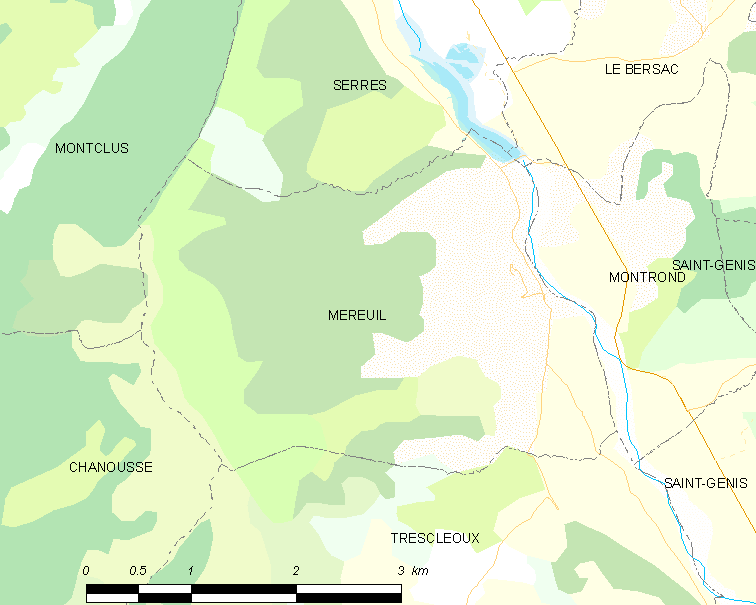
的OSM定位图

梅勒伊的时区为UTC+01:00、UTC+02:00（夏令时）。

## 行政
梅勒伊的邮政编码为05700，INSEE市镇编码为05076。

## 政治
梅勒伊所属的省级选区为塞尔县。

## 人口

1962-2008年间人口变化图示

梅勒伊于2022年1月1日时的人口数量为105人。